# Temelucha picta
Temelucha picta är en stekelart som först beskrevs av Holmgren 1868.  Temelucha picta ingår i släktet Temelucha och familjen brokparasitsteklar. Inga underarter finns listade i Catalogue of Life.